# 지소사
지소사(指小辭, 영어: diminutive, DIM)는 언어 구조에서 애칭의 뜻으로 짧게 줄여 부르거나, 물체의 작음, 사소한 정도의 의미를 전달하는 데 쓰이는 낱말이다. 원래의 뜻보다 더 작은 것을 나타내는 단어나 어미이다. 확대사(augmentative)와는 반의어이다.

## 예시

### 영어
- book(책) - booklet(소책자)
- duck(오리) - duckling (오리 새끼)
- kitchen(부엌) - kitchenette (작은 부엌)

### 한국어
- 개 - 강아지
- 말 - 망아지
- 소 - 송아지

### 일본어
- きれい	- 小ぎれい
- (도호쿠 방언에서) べこ[牛] - べこっこ

### 중국어
- 북경관화: 花 - 花兒
- 민난어, 웨어: 狗 - 狗仔

### 프랑스어
- cabane - cabanon

### 독일어
- mär - märchen

### 폴란드어
- ogon - ogonek

## 같이 보기
- 확대사
- 이름에 지소사가 붙은 생물